# Захария (пророк)

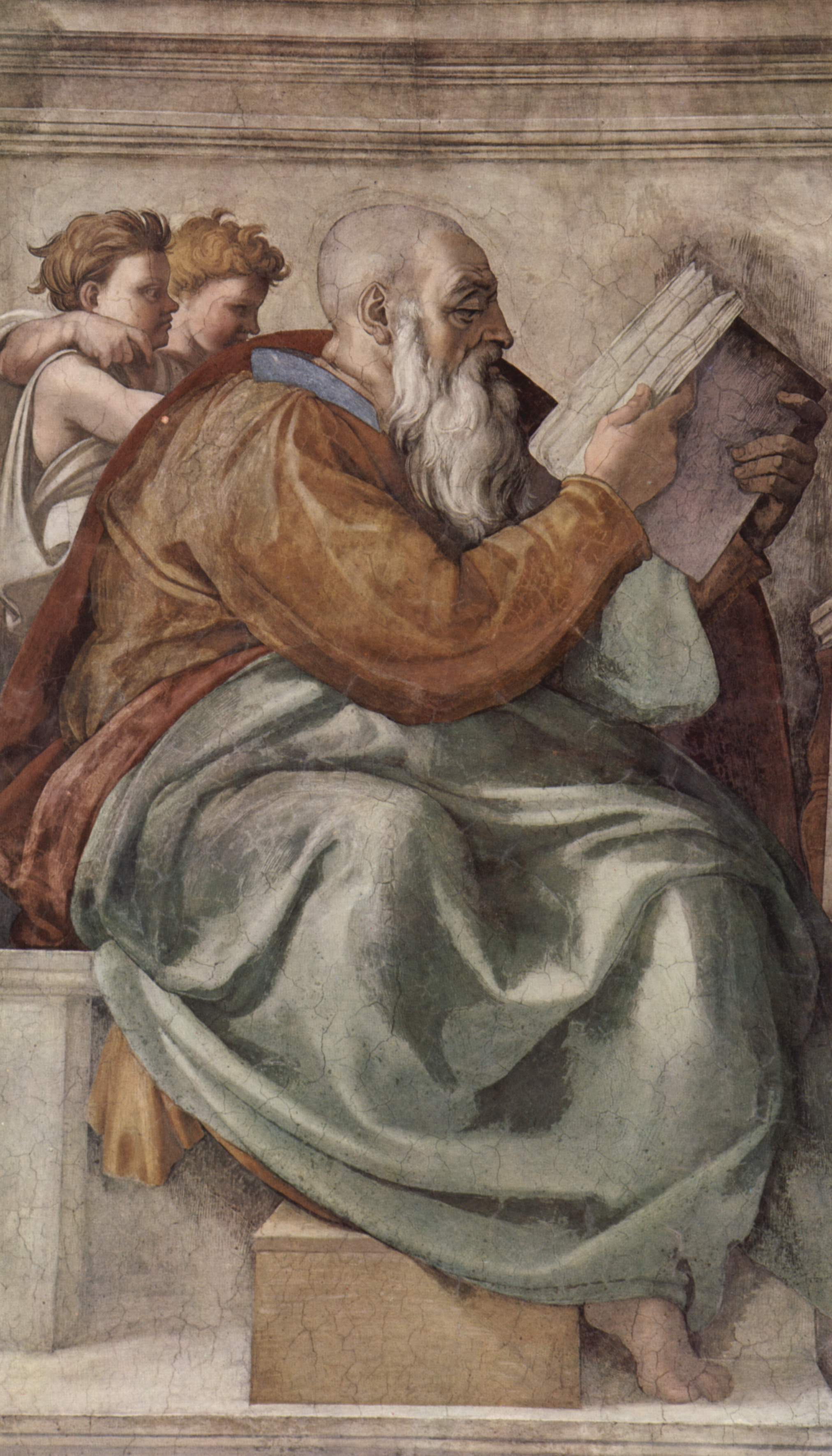
Пророк Захария. Фреска работы Микеланджело в Сикстинской капелле. 1508—1512

Заха́рия (др.-евр. זְכַרְיָה‬, Зхарья — «Господь вспомнил») — один из двенадцати ветхозаветных «малых» пророков. Родившись во время вавилонского плена, он пережил его и по возвращении из плена много содействовал нравственному возрождению народа.
Пророку принадлежит особая ветхозаветная книга, носящая его имя (Книга пророка Захарии) и занимающая предпоследнее место среди пророческих книг. Первое датированное пророчество книги относится к 520 году до н. э.: «В восьмом месяце, во второй год Дария, было слово Господне к Захарии» (Зах. 1:1), последнее к 518 году до н. э.: «В четвёртый год царя Дария было слово Господне к Захарии, в четвёртый день девятого месяца, Хаслева» (Зах. 7:1).
Христианство.
С учётом того, что пророк родился во время вавилонского плена (то есть до 539 года до н. э.), а книга была написана при царе Дарии, то очевидно, что речь идёт о Дарии I, а книга примерно датируется 520—515 годами до н. э.
Иудаизм.
Согласно традиционному еврейскому летоисчислению, декрет Дария о восстановлении Храма и сопутствующее ему пророчество Захарии датируются 3408 годом от сотворения мира (352 год до н. э.), а восстановление Храма завершено в 3412 году от сотворения мира (348 год до н. э.). Исходя из этих дат, наиболее верным будет идентифицировать Дария как Дария III.

## Жизнеописание
Имени пророка Захарии присваивались различные значения; по мнению большинства новейших исследователей, имя Zechariah обозначает: «(тот, о ком) помнит Яхве».
О времени и месте рождения Захарии, за неимением точных указаний в книгах Священного Писания, приходится довольствоваться лишь более или менее вероятными предположениями. Наиболее принятое у исследователей мнение таково: если во время первосвященства Иисуса дед пророка Иддо был ещё представителем своего священнического рода, то следовательно, Захария, при возвращении пленников в Иерусалим в царствование Кира II Великого, был сравнительно молодым человеком; а из того обстоятельства, что он, восемнадцать лет спустя, во втором году Дария Гистаспа (519 до н. э.), называет себя naar — юноша (2, 4, ст. 8 масор. т.), это предположение становится ещё более вероятным. Отсюда делается такое заключение: пророк родился в Вавилоне незадолго до издания указа Кира и в детском возрасте прибыл в Иерусалим.

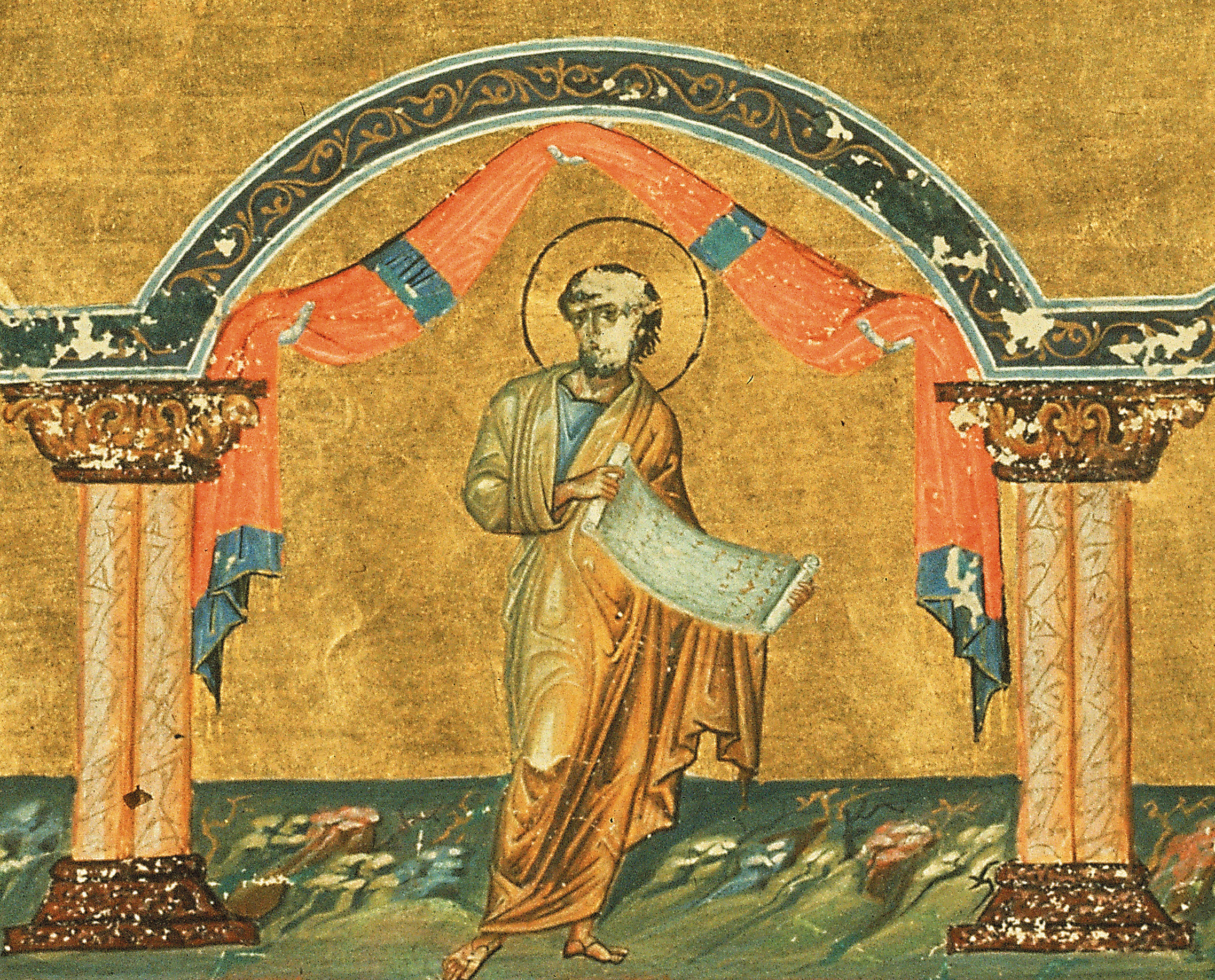
Захария Серповидец. Миниатюра из минологии Василия II, 985 год. Ватиканская библиотека, Рим

Подобно Иеремии (Иер. 1:1) и Иезекиилю (Иез. 1:3), пророк Захария тоже принадлежал к священническому роду. Св. Кирилл Александрийский прямо называет Захарию «происходившим от священнической крови, то есть из колена Левиина» (с. 2). большинство новейших толкователей полагают, что в Неем. 12:4—16 под Иддо и Захарией разумеются те же самые лица, что и Езд. 5:1 и Езд. 6:14 Отсюда вывод: пророк Захария принадлежал к священническому роду, — следовательно, и сам был священником. Кроме того, Захария был главой своего священнического рода, каковое звание он унаследовал от своего деда Иддо при первосвященнике Иоакиме, сыне Иисуса (Неем 12, 10, 12, 16).
Своё пророческое служение Захария начал отправлять немногим позже Аггея (во второй же год царствования Дария Гистаспа, только два месяца спустя), когда первосвященником был Иисус; при Иисусе Иддо, дед пророка, был ещё главою своего рода (Неем. 12, 4, 7, 12, 16), следовательно, Захария пророческое служение начал ранее священнического (то есть в качестве главы рода). Есть некоторое основание предполагать, что и пророческое достоинство было в роде Захарии как бы наследственным. Василий Великий, в толковании Ис. 1:1, замечает; «для чего присовокуплено пророком имя отца? Чтобы показать, что пророческое дарование у него есть отеческое наследие». А Кирилл Александрийский, читая в Зах. 1:1,7: вместо τον προφήτην — του προφήτου, прямо называет пророком Иддо, который был, по общепринятому мнению, дедом Захарии. По мнению Баумгартесса и следующего за ним Келера, пророческая деятельность Захарии относится преимущественно к первому периоду его жизни, а священническая — к позднейшему (cit. S. 9); хотя этим не отрицается, конечно, возможность совмещения обязанностей того и другого рода, что видим на примере Иеремии.
Первое записанное пророчество Захарии относится, ко второму году Дария Гистаспа. Но на основании Езд. 5, 1-2 можно полагать, что он выступил на пророческое служение ранее этого времени; так как переселенцы из Вавилона, именно вследствие пророческих увещаний Аггея и Захарии, приступили к возобновлению храмовой постройки. Но это свидетельство кн. Ездры подтверждается фактически только по отношению к Аггею — первою главою его книги; пророческие увещания Захарии соответствующего содержания остались, следовательно, не записанными. Последнее из пророчеств Захарии, имеющих определённое указание времени, относится к девятому месяцу четвёртого года Дария (7, 1). Пророчества глав 9-14, таким образом, должны быть отнесены к позднейшему времени; для точного определения всего периода пророческого служения Захарии не представляется возможности, за неимением надежных данных. Можно только утверждать, что это служение Захарии совпадает со временем первоначального устроения иудейской общины, по возвращении из Вавилона, и временем воссоздания храма, или, как выражаются западные учёные, — временем реставрации. Сравнительно с пророческою деятельностью Аггея, служение пророка Захарии было продолжительнее, если судить по указаниям книг того и другого пророка.
В книгах Священного Писания не находим точных и подробных сведений об обстоятельствах жизни и деятельности пророка Захарии. Из книги его имени, а также из книг Ездры и Неемии, мы можем с достаточною ясностью определить только личность пророка и время его жизни и деятельности. Мы можем утверждать, что Захария был современником пророка Аггея, Зоровавеля и первосвященника Иисуса; пережив последнего, он был при сыне его Иоакиме главою своего священнического рода. Начало пророческой деятельности Захарии по данным Писания определяется достаточно точно; о конце же её, равно как о времени смерти пророка и месте его погребения, мы не имеем в Писании совершенно никаких указаний.
Православная церковь чтит память пророка Захарии 8 (21) февраля.

## Книга
Написанная Захарией книга состоит из 14 глав. Эта книга является самой мессианской, самой апокалиптической и эсхатологической из всех книг Ветхого Завета. Именно по причине отчётливых мессианских предсказаний (в частности, в третьей главе есть прямое упоминание имени Иисуса как высшего Судии (Зах. 3) эта книга широко цитируется авторами Нового Завета. Подсчитано, что в Новом Завете существует более 40 ссылок и намёков на этого пророка.